# ミセスとぼくとセニョールと!
ミセスとぼくとセニョールと!は、毎日放送の制作により、TBS系列で1980年9月17日から1981年2月11日まで放映されていたテレビドラマ。放送時間は、毎週水曜日22:00 - 22:54。全21話。
なお、正式なタイトルは、第1回から第15回（1980年12月24日放送）までは「ミセスとぼくとセニョールと!〜夢飛行〜」（ - ゆめひこう）、第16回（1981年1月7日放送）から最終回までは「春の訪問者・ミセスとぼくとセニョールと!」（はるのほうもんしゃ - ）である。

## 概要
タイトルの「ミセス」は遠山待子、「ぼく」はマモル、「セニョール」は待子の夫で性治療病院の医師の遠山晋のこと。マモルは慶應義塾大学医学部を目指す三浪の予備校生で、心因性インポが元で恋人・早瀬街子にもふられ、やる瀬ない日々を送っている。マモルのインポの主治医である晋は、マモルを弟のように可愛がっている。しかしマモルは偶然出会った待子に恋し、待子も夫が居ながらマモルに惹かれているという関係。この奇妙な三角関係を中心に、晋が経営する下宿屋「ブギウギハウス」の個性的な下宿人らも絡みながら描かれたラブコメディ。
スラップスティックなシーンがふんだんに取り入れられ、時折、下宿人で漫才師役のタモリのギャグ、物真似芸などを披露するシーンが物語の流れに関係ない所で挿入されることがあった。また、マモルが毎回のラストで「マチコォー!」と叫ぶシーンがあった。
全21回中、第7話（1980年10月29日）、第9話（1980年11月12日）、第13話（1980年12月17日）、第15話（1980年12月24日）、第18話（1981年1月21日）、第19話（1981年1月28日）の計6回は生放送で行われた。また、第10話（1980年11月19日）と第11話（1980年11月26日）は2回にわたってデンマークロケを行った。
しかし視聴率は平均8％（ビデオリサーチ、関東地方）と低迷して打ち切りとなった。
なお本作のタイトルは、「ミセス=M、ぼく=B、セニョール=S」で頭文字を採る制作局の「MBS」になるように付けられた。また、主題歌の『マイ・ビューティフル・センセーション』のタイトルの付け方もこれと同様だったという。

## キャスト
- 立花マモル：郷ひろみ
- 遠山晋：藤竜也
性病診療所・遠山クリニック院長。外国で不妊症や精神医学の研究をしていた。待子とマモルの関係に嫉妬を持ちながらも、マモルを可愛がっている。
- 遠山待子：阿木燿子
晋の妻で、デンマーク・コペンハーゲンで結婚。子供が居たが、事故で亡くなっている。マモルの視線には心乱れるほど弱い。
- 黒沢幻児：池部良
待子の父。官能小説家で、その世界では大御所で「黒沢天皇」とも言われている。他人の話したことを文章にする口述筆記の手法を執っていて、待子もよく手伝っている。お京とは愛人関係。
- 鴨下仁一：伊東四朗
ブギウギハウスの下宿人で、ラジオの受験講座にも出演している予備校講師。マモルとは「大学に入学させる」と約束しているが、それを果たせないままで、祖母のたつには頭が上がらない。
- 星アリス：常田富士男
ブギウギハウスの下宿人で、弟のテレスとの漫才師「アリスとテレス」のボケ役で活動。しかしコンビは売れず、妻には愛想を尽かれて子供を残して出て行かれた。その後も密かに妻の帰りを待っている。
- 星テレス：タモリ
ブギウギハウスの下宿人で、兄のアリスとの漫才師「アリスとテレス」のツッコミ役で活動。しかしネタ中のツッコミ過ぎが元で客を白けさせることも多く、売れないのをアリスのせいにしている。
- 大野：片桐夕子 - 下宿人
- 遠山かしこ：丹阿弥谷津子
晋の母で「ブギウギハウス」の経営者。息子の晋が夫の後継ぎとなるはずが、かしこ曰く「妙なクリニック」を開業したことでガッカリしている。
- 早瀬街子：島けい子 - マモルの元恋人
- 立花たつ：浦辺粂子
マモルの祖母。マモルの受験の応援のため上京。酒と競輪が好きで、三味線でビートルズの曲を演奏するというパフォーマンスも見せている。
- 万里ちゃん：綾瀬万里
遠山クリニックの准看護婦。夜は看護学校に通う。マモルを慕い、たつは大の仲良しで相談相手。
- 早瀬：高田洋
- 貞治：山越正樹
- 耐子：奈月ひろ子
- お京：宮下順子
- アキコ：松本安岐子
- 文彦：柄本明
- 文彦の母：菅井きん
- るみ：埴生るみ子 - 中華そば店店員
- 待子の妹：伊藤京子
- 渡辺とく子

（出典：）
ゲスト
- 八郎：岡八郎 - お京の兄（第13話）
- ザ・ぼんち（第13話）
- 島田紳助（第13話）
- 松本竜介（第13話）
- 佐治：伴淳三郎（第16話）
- 海田：金田龍之介（第16話）
- 真知子：奈美悦子（第17話）

## スタッフ
- プロデューサー：久世光彦、雨笠明男
- 制作：相沢英也（MBS）
- 脚本
  - 山元清多（第1〜4、6、8〜12、15、16、19、21各話）
  - 松原敏春（第1〜3、5、7、11、13、14、17、18、20各話）
- 演出
  - 久世光彦（第1〜4、6、7、11、13、16、21各話）
  - 高野正雄（第5、10、14、17、19各話）
  - 信濃正兄（第8、9、13、15、18各話）
  - 日留川雄二（第12、20各話）
  - 雨笠明男（第21話）
- 音楽：都倉俊一、NASA
- 制作：カノックス、MBS

## 主題歌
- ウインズ[7]『マイ・ビューティフル・センセーション』
  - 挿入歌：郷ひろみ『若さのカタルシス』（作詞：阿木燿子、作曲：都倉俊一、編曲：萩田光雄）